# Heartless Bastards
Heartless Bastards is een Amerikaanse garagerockband uit Cincinnati, opgericht in 2003. Voornaamste lid en enige constante in de line-up is zangeres Erika Wennerstrom, die ook verantwoordelijk is voor de songteksten. De muziek wordt vaak vergeleken met de eveneens uit Ohio afkomstige Black Keys en bevat elementen van blues, hardrock, garagepunk en vanaf het derde album ook country.

## Biografie
De bandnaam kwam voort uit een pubquiz. Er werd gevraagd naar de begeleidende groep van Tom Petty en een van de mogelijke antwoorden was "Tom Petty and the Heartless Bastards". In 2004 werd de groep gecontracteerd door Fat Possum Records, nadat Patrick Carney van The Black Keys hun demo had aanbevolen. Het debuutalbum Stairs and Elevators kreeg positieve kritieken in onder meer Rolling Stone, The Village Voice en Stylus Magazine. Het derde album The Mountain uit 2009 reikte in de Billboard 200 tot de 150e en het vierde album Arrow tot de 78e plaats.

## Discografie

### Albums
- 2005 - Stairs and Elevators
- 2006 - All This Time
- 2009 - The Mountain
- 2012 - Arrow
- 2015 - Restless Ones
- 2021 - A Beautiful Life

### Singles
- 2009 - "Wide Awake / So Quiet"
- 2012 -	"Got To Have Rock And Roll"
- 2012 - "Parted Ways"
- 2012 - "Dangerous Highway" (A Tribute To The Songs Of Eddie Hinton Vol. 3), samen met Wussy